# Kapanimbargi, Indi
Kapanimbargi là một làng thuộc tehsil Indi, huyện Bijapur, bang Karnataka, Ấn Độ.